# Jan Coens
Jan Coens (Halle, ca. 1550 - Kortrijk, 1 oktober 1604) was een Zuid-Nederlands rooms-katholiek priester en theoloog.

## Levensloop
Coens werd licentiaat in de godgeleerdheid. Nadat de calvinistische republiek in 1585 uit Kortrijk was verdreven, werd hij pastoor van de Sint-Maartenskerk in deze stad. In tegenstelling tot velen van zijn collega's publiceerde hij niet in het Latijn, maar richtte hij zich tot de gelovigen in hun eigen taal. 
Zijn voornaamste schrift was een polemiek met het bekende werk van Filips van Marnix van Sint-Aldegonde. Abraham Jacob van der Aa schreef dat zijn werk een volledig bewijs (was) van de verregaande onverdraagzaamheid van dezen anders niet onkundigen priester.

## Publicaties
- Confutatie ofte wederlegginge van den Bieënkorf van Marnix van Sint-Aldegonde, 1598.
- Een boexken  van devotie, inhoudende 't Gebed des Heeren, d'Engelsche groetenisse, enz., 1615.